# Liste der Gedenktafeln in Berlin-Zehlendorf
Die Liste der Gedenktafeln in Berlin-Zehlendorf enthält die Namen, Standorte und, soweit bekannt, das Datum der Enthüllung von Gedenktafeln.
Die Liste ist nicht vollständig.

## Zehlendorf
| Bild | Name                                            | Standort                           | Datum der Enthüllung |
| ---- | ----------------------------------------------- | ---------------------------------- | -------------------- |
|      | Heinrich Albertz                                | Heinrich-Albertz-Platz             |                      |
|      | Hans-Oskar Beck                                 | Teltower Damm 15                   |                      |
|      | Boris Blacher                                   | Kaunstraße 6                       |                      |
|      | Willy Brandt                                    | Marinesteig 14                     |                      |
|      | Martin Buber                                    | Vopeliuspfad 12                    |                      |
|      | Bruno Hans Bürgel                               | Beerenstraße 39                    |                      |
|      | Deutsche Teilung                                | Berlepschstraße                    |                      |
|      | Deutsche Teilung                                | Machnower Straße/Zehlendorfer Damm |                      |
|      | Hans Dominik                                    | Bogotastraße 2a                    |                      |
|      | Emil Dovifat                                    | Charlottenburger Straße 2          |                      |
|      | Richard Draemert                                | Onkel-Tom-Straße 99                | 20.12.2019           |
|      | Ingeborg Drewitz                                | Quermatenweg 178                   |                      |
|      | Rittergut Düppel                                | Oertzenweg                         |                      |
|      | Einheitsbäume                                   | Schönower Park                     |                      |
|      | Lyonel Feininger                                | Potsdamer Straße 29                |                      |
|      | Conrad Felixmüller                              | Kösterstraße 3                     |                      |
|      | Hedwig und Georg Flatow                         | Hedwig-und-Georg-Flatow-Platz      |                      |
|      | Winfried Freudenberg                            | Erdmann-Graeser-Weg                | 26.11.2012           |
|      | Friedenseiche                                   | Clayallee 357                      |                      |
|      | Friedrich Wilhelm I.                            | Clayallee 357                      |                      |
|      | Erdmann Graeser                                 | Ahrenshooper Zeile 34              |                      |
|      | Henry Greiser                                   | Grunewald                          |                      |
|      | Alfred Grenander                                | Alfred-Grenander-Platz             | 6. Juni 2009         |
|      | Grenzöffnung                                    | Machnower Straße/Zehlendorfer Damm |                      |
|      | Hampsteadstraße                                 | Hampsteadstraße 5                  |                      |
|      | Ernst von Harnack                               | Am Fischtal 8                      |                      |
|      | Haus Kinderschutz                               | Claszeile 57                       |                      |
|      | Häuser für Kriegerwitwen                        | Wolzogenstraße 28                  |                      |
|      | Historischer Winkel                             | Clayallee 357                      |                      |
|      | Gustav Hochhaus                                 | Sven-Hedin-Straße 60               |                      |
|      | Karen Horney                                    | Sophie-Charlotte-Straße 15         | 8. März 2025         |
|      | Kurt Ihlenfeld                                  | Heimat 85                          |                      |
|      | Franz Kafka                                     | Busseallee 7                       |                      |
|      | Walter Kittel                                   | Berlepschstraße                    |                      |
|      | Kriegsopfer                                     | Teltower Damm 270                  |                      |
|      | Kriegsopfer                                     | Kirchstraße 1–3                    |                      |
|      | Krumme Lanke                                    | Argentinische Allee/Teschener Weg  | 18.12.2009           |
|      | Karl-Heinz Kube                                 | Berlepschstraße                    |                      |
|      | Kyung-Lim Lee                                   | Teltower Damm 118                  |                      |
|      | Julius Leber                                    | Eisvogelweg 71                     |                      |
|      | Ernst Lemmer                                    | Schützallee 135                    |                      |
|      | Peter Lorenz                                    | Quermatenweg 128                   | 28.10.2019           |
|      | Luther Buche                                    | Kirchstraße 6                      |                      |
|      | Maueropfer                                      | Knesebeckbrücke                    |                      |
|      | Maueropfer                                      | Knesebeckbrücke                    |                      |
|      | Paul Mebes                                      | Beuckestr 27–29                    |                      |
|      | Marga Meusel                                    | Teltower Damm 4                    |                      |
|      | Marga Meusel                                    | Marga-Meusel-Platz                 |                      |
|      | Mexikoplatz                                     | Mexikoplatz                        |                      |
|      | Hertha Müller                                   | Argentinische Allee 89             |                      |
|      | Paulus-Kirche                                   | Kirchstraße 6                      |                      |
|      | Haus Perls                                      | Hermannstraße 14                   |                      |
|      | Familie Reinhardt                               | Berliner Straße 30                 |                      |
|      | Ernst Reuter                                    | Bülowstraße 33                     | 29. Juli 1964        |
|      | Jochen Richert                                  | Königstraße 29                     |                      |
|      | Walther Schmarje                                | Milinowskistraße 12                | 12. Juni 1991        |
|      | Karl Schmidt-Rottluff                           | Schützallee 136                    |                      |
|      | Gerhard Schoenberner                            | Selmaplatz 5                       |                      |
|      | Schönow                                         | Alt-Schönow 1                      |                      |
|      | Hanning Schröder und Cornelia Schröder-Auerbach | Quermatenweg 148                   |                      |
|      | Sderotplatz                                     | Sderotplatz                        |                      |
|      | SPD                                             | Wilskistraße 78                    |                      |
|      | SS-Wirtschafts- und Hauptverwaltungsamt         | Unter den Eichen 135               |                      |
|      | Helene Stöcker                                  | Münchowstraße 1                    |                      |
|      | Lucie Strewe                                    | Lucie-Strewe-Platz                 |                      |
|      | Lucie Strewe                                    | Lucie-Strewe-Platz                 |                      |
|      | Johann Peter Süßmilch                           | Berliner Straße 2                  |                      |
|      | Bruno Taut                                      | Riemeisterstraße 131               |                      |
|      | Bruno Taut                                      | Riemeisterstraße 131               |                      |
|      | Heinrich Tessenow                               | Sophie-Charlotte-Straße 7          |                      |
|      | Todesopfer an der Berliner Mauer                | Berlepschstraße                    |                      |
|      | US-Soldaten                                     | Kirchstraße 1–3                    |                      |
|      | Otto Weidt                                      | Salzachstraße 6                    |                      |
|      | Ewald Wenck                                     | Unter den Eichen 104a              |                      |
|      | Haus Werner                                     | Quermatenweg 2                     |                      |
|      | Zehlendorfer Dächerkrieg                        | Am Fischtal 1                      | 14.10.2009           |
|      | Zehlendorfer Kommunalpolitiker                  | Teltower Damm 16                   |                      |